# Taproot
Taproot (engl.: Pfahlwurzel) ist eine US-amerikanische Metal-Band aus Ann Arbor, Michigan.

## Geschichte
Der Band wurde bald nach Gründung von Limp-Bizkit-Frontmann Fred Durst ein Plattenvertrag bei dessen Label Interscope Records angeboten. Der Vertrag kam allerdings nicht zustande und Taproot veröffentlichten ihr Debütalbum Gift 2000 auf Atlantic Records. Das Werk erreichte die Billboard 200, in denen es bis auf Platz 160 kam.
Mit dem zweiten Album Welcome, das 2002 erschien, gelang der Band der Durchbruch im Mainstream mit einer Top-20-Platzierung in den US-amerikanischen Charts.
Im August 2005 erschien das Album Blue-Sky Research. Die Band hat hierfür mit Billy Corgan, Jonah Matranga und Stephen Carpenter (Deftones) zusammengearbeitet und insgesamt über 80 Songideen kreiert.
Im Sommer 2006 trennte sich die Gruppe von ihrem Label. Im September 2008 wurde dann das neueste Album bei der Velvet Hammer Music and Management Group veröffentlicht – Our Long Road Home.
Kurz nach Veröffentlichung von Our Long Road Home gab Schlagzeuger und Gründungsmitglied Jarrod Montague seinen Ausstieg bekannt. Er wurde durch den langjährigen Freund der Band Nick Fredell ersetzt.
Im Mai 2010 erschien das Album Plead the Fifth. Als erstes Video wurde Fractured (Everything I Said Was True) veröffentlicht.
2012 wurde ihr bislang letztes Album The Episodes vorgestellt.

## Diskografie

### Alben
| Jahr | Titel Musiklabel                   | Höchstplatzierung, Gesamtwochen, AuszeichnungChartplatzierungen (Jahr, Titel, Musiklabel, Platzierungen, Wochen, Auszeichnungen, Anmerkungen) | Höchstplatzierung, Gesamtwochen, AuszeichnungChartplatzierungen (Jahr, Titel, Musiklabel, Platzierungen, Wochen, Auszeichnungen, Anmerkungen) | Anmerkungen                              |
| Jahr | Titel Musiklabel                   | UK | US | Anmerkungen                              |
| ---- | ---------------------------------- | --- | --- | ---------------------------------------- |
| 2000 | Gift Atlantic Records              | — | US160 (2 Wo.)US | Erstveröffentlichung: 27. Juni 2000      |
| 2002 | Welcome Atlantic Records           | — | US17 (11 Wo.)US | Erstveröffentlichung: 15. Oktober 2002   |
| 2005 | Blue-Sky Research Atlantic Records | — | US33 (6 Wo.)US | Erstveröffentlichung: 16. August 2005    |
| 2008 | Our Long Road Home Velvet Hammer   | — | US65 (1 Wo.)US | Erstveröffentlichung: 16. September 2008 |
| 2010 | Plead the Fifth Victory Records    | — | US107 (1 Wo.)US | Erstveröffentlichung: 11. Mai 2010       |
| 2012 | The Episodes Victory Records       | — | — | Erstveröffentlichung: 10. April 2012     |
| 2023 | Sc\ssrs Victory Records            | — | — | Erstveröffentlichung: 29. September 2023 |

### Singles
| Jahr | Titel Album        | Höchstplatzierung, Gesamtwochen, AuszeichnungChartplatzierungen (Jahr, Titel, Album, Platzierungen, Wochen, Auszeichnungen, Anmerkungen) | Höchstplatzierung, Gesamtwochen, AuszeichnungChartplatzierungen (Jahr, Titel, Album, Platzierungen, Wochen, Auszeichnungen, Anmerkungen) | Anmerkungen                             |
| Jahr | Titel Album        | UK | US | Anmerkungen                             |
| ---- | ------------------ | --- | --- | --------------------------------------- |
| 2000 | Again & Again Gift | UK95 (1 Wo.)UK | — | Erstveröffentlichung: 30. November 2000 |
| 2002 | Poem Welcome       | UK92 (1 Wo.)UK | — | Erstveröffentlichung: 14. Oktober 2002  |
| 2003 | Mine Welcome       | UK92 (1 Wo.)UK | — | Erstveröffentlichung: 3. März 2003      |

Weitere Singles
- 2001: I
- 2005: Calling
- 2005: Birthday
- 2008: Wherever I Stand
- 2009: Path Less Taken
- 2010: Fractured (Everything I Said Was True)
- 2010: Release Me
- 2012: No Surrender
- 2012: The Everlasting

### Demos
- 1998: …Something More Than Nothing
- 1999: Upon Us